# オストロミール

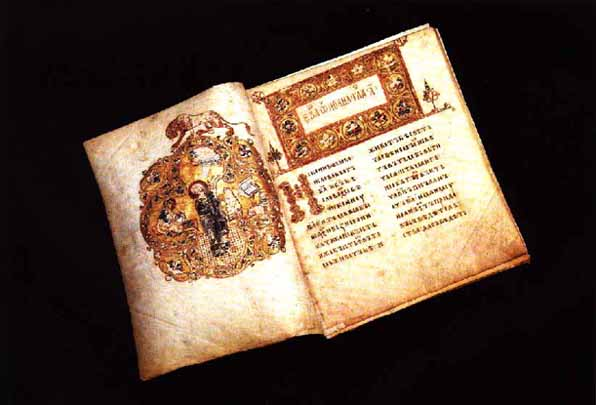
『オストロミール福音書』
教会スラヴ語による「ヨハネによる福音書」の冒頭部分。

オストロミール（ロシア語: Остромир、? - 1056年もしくは1057年以降）はキエフ・ルーシ期の軍司令官、政治家である。1054年から1057年にかけてはノヴゴロドのポサードニクの地位にあった。
オストロミールはドブルィニャ (ru:Добрыня) （キエフ大公ウラジーミル1世の母・マルシャ (ru:Малуша) の兄弟）の孫、コンスタンチン (ru:Константин Добрынич) の子であり、ヴィシャタの父である。また、主君であったキエフ大公イジャスラフ1世と縁戚関係にあり（イジャスラフ1世はマルシャの曾孫にあたる）、ノヴゴロドの地 (ru:Новгородская земля) のようなキエフ大公国領の広範囲を管轄する、事実上のイジャスラフの共同統治者であった。
『ソフィヤ第一年代期 (ru:Софийская первая летопись) 』には、1054年より、イジャスラフ1世に派遣されたノヴゴロドのポサードニクとして言及されており、また1056年にチュヂ族との戦いで戦死したことが記されている。ただしニコライ・カラムジンは、オストロミールの依頼によって編纂された『オストロミール福音 (ru:Остромирово Евангелие) 』の後書きに注目し、1057年にはまだオストロミールは生存していたとみなしている。
なお、オストロミールの妻のフェオファラは、ヤロスラフ1世（イジャスラフ1世の父）の世帯の出身者であったとする仮説があるが、史料が乏しく、いくつかの仮説の上に立つ説である。また、フェオファラをウラジーミル1世とその妻の1人・アンナとの間の娘とする説もある。